# Yechiva Ohr Somayach
La yechiva Ohr Somayach ("yechiva de la Joyeuse Lumière") est une yechiva fondée en 1974 à Jérusalem, en Israël,. Les étudiants ont fait en général des études universitaires. Ils désirent découvrir ou redécouvrir leur judaïsme (Baalei Techouvot). Ils viennent du monde entier.

## Histoire
En 1970, les rabbins Noah Weinberg, Mendel Weinbach, et Yaakov Rosenberg fondent une Yechiva pour des jeunes juifs avec peu ou pas de connaissance du judaïsme, la Yechiva Shema Yisroel.
Les rabbins fondateurs décident ensuite de prendre différentes voies. Le rabbin Noach Weinberg fonde en 1974 la Yechiva Aish HaTorah. En 1982, le rabbin Yaakov Rosenberg fonde le Machon Shlomo.
En 1973 (ou 1974), la Yechiva Shema Yisrael devient la Yechiva Ohr Somayach de Jérusalem.

## Roshei Yeshiva
- Nota Schiller
- Aharon Feldman
- Mendel Weinbach

## Institutions affiliées
- Ohr Somayach Monsey[3]
- Ohr Somayach Montréal[3]

## Institutions indépendantes fondées par Ohr Somayach
- Ohr Somayach Monsey devenue indépendante[4]
- Ohr Somayach College for Women
- Machne Yisrael Yeshiva
- Ohr Yaakov Yeshiva Zichron Yaakov
- Jewish Learning Exchange Los Angeles
- French Language Yeshivat Rashi
- Persian Language Yeshiva
- Spanish Language Yeshiva
- Russian Language Yeshiva
- Ohr Somayach Schools and Orphanage, Odessa
- OhrDessa High School
- Kesher Program